# IDT Corporation

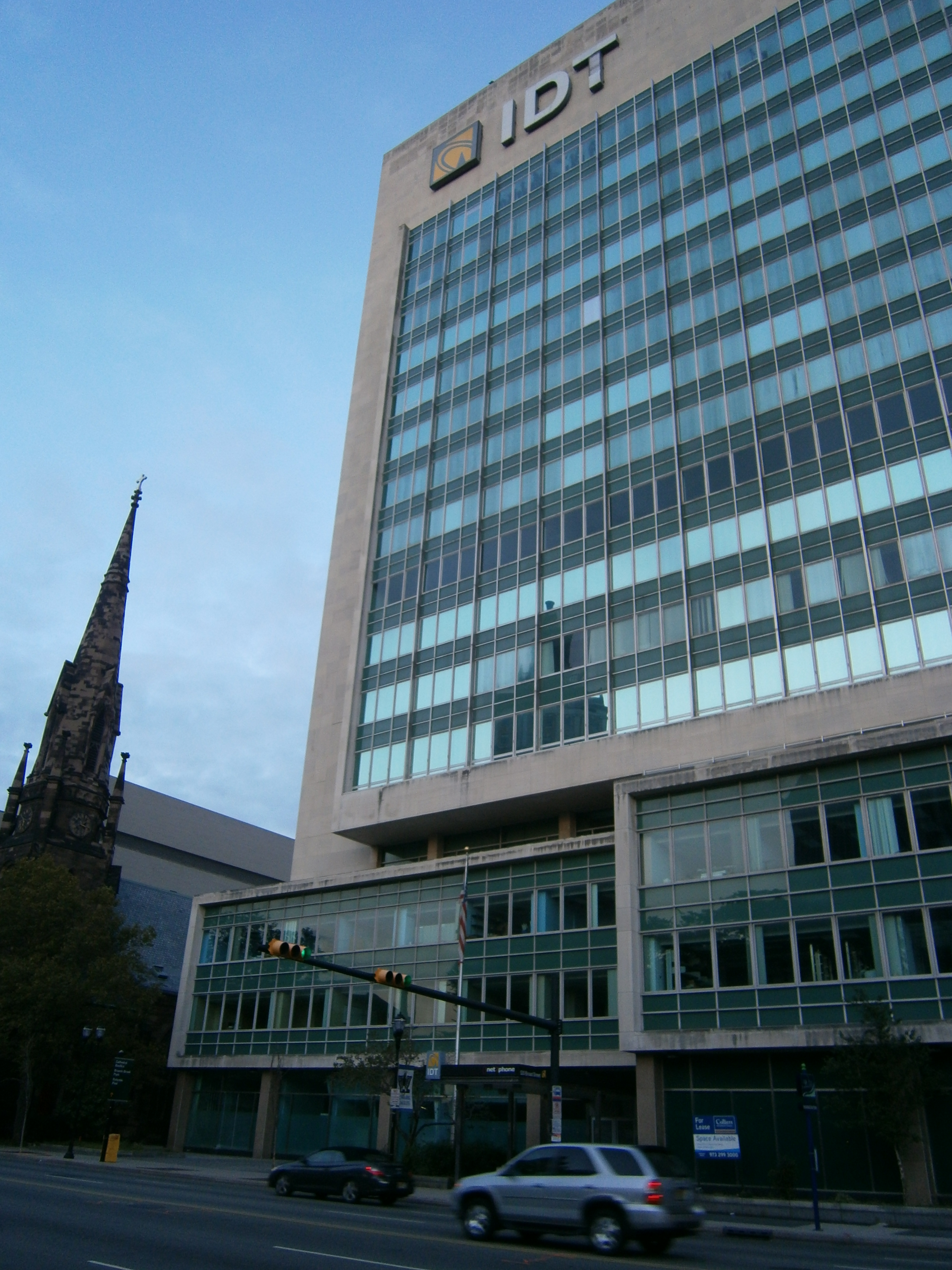
Kantoor van IDT Corporation in Newark

IDT Corporation (vroeger afkorting van International Discount Telecommunications) is een Amerikaans telecombedrijf met vestigingen wereldwijd.

## Bedrijfsgeschiedenis
IDT werd in 1990 opgericht door Howard Jonas, een modern-orthodoxe joodse ondernemer. Zijn bedrijf groeide uit tot een wereldwijd actieve multinational. Het concern begon als leverancier van goedkope lange-afstandstelefonie binnen de Verenigde Staten. Dit vormt nog steeds een aanzienlijk onderdeel van de activiteiten.
IDT is een van de grotere wholesale carriers

## Bedrijfsontwikkelingen en overnames
Op 26 januari 2006 verkocht IDT zijn IDT Winstar Solution dochters aan GVC Networks LLC. Op 17 februari 2006 kondigde IDT aan dat het bedrijf het volledige eigendom van Net2Phone terug wilde kopen, een bedrijf dat door IDT opgericht was midden in de jaren negentig. Op 16 mei 2006 kwam IDT de verkoop overeen van de IDT Entertainment division aan Liberty Media. Op 31 augustus was de verkoop van alle activiteiten van IDT Entertainment in de VS een feit, evenals van een aantal internationale activiteiten. Op 26 september 2006 waren ook de Canadese en Australische activiteiten overgedragen. Op 12 oktober 2006 voltooide IDT de verkoop van zijn op Engelse consumenten gerichte bedrijf Toucan aan Pipex Communications plc. 

## Wereldwijde activiteiten
IDT heeft grote callcenters in Jeruzalem, Londen, Guadalajara (Mexico) en San Juan (Puerto Rico). De voornaamste afnemer van diensten op de Amerikaanse markt is internetaanbieder AOL (America Online). Medewerkers van IDT Global beantwoorden namens AOL gesprekken van AOL klanten die bellen om hun AOL-abonnement op te zeggen; het is dan de taak van de medewerkers om de klant over te halen toch bij AOL te blijven, door hem nog enkele goedkopere aanbiedingen te doen. Wegens het verschil in tijdzones heeft deze afdeling net als andere op de Amerikaanse markt gerichte afdelingen afwijkende werktijden, namelijk van 22/23 tot 6/7 uur. Andere grote afnemers zijn voor de Engelse markt het nieuwe telecombedrijf Toucan, tevens een volledige dochter van IDT, dat telefonische verkoop van Toucanabonnementen door IDT laat verzorgen en producent van netwerkproducten Netgear, die de Nederlandse, Duitse en Franse technische ondersteuning aan IDT heeft uitbesteed.

## IDT Global Israel
In 2004 opende Jonas een vestiging in Jeruzalem, Israël voor het leveren van met name Engelstalige callcenterdiensten (business process outsourcing) aan de Amerikaanse markt. Deze dochteronderneming heet IDT Global Israel. Sinds 2005 richt IDT Global Israel zich ook op het leveren van andere high-tech diensten, zoals websitebeheer en op ondernemingen gerichte marketingactiviteiten. Eind 2006 worden tevens voorbereidingen getroffen voor het openen van nevenlocaties te Beër Sjeva en Safed, naast de reeds bestaande nevenvestiging in Tel Aviv. De vestiging werd door Jonas in Israël opgezet uit 'humanitair' oogpunt om nieuwe Joodse immigranten die nog geen (vloeiend) Hebreeuws spreken van werk te voorzien. Andere bedrijven openen vestigingen in landen zoals India, waar de lonen lager zijn en daarmee de mogelijke winst hoger.

## Nederland
In het verleden huurden o.a. het Algemeen Dagblad, NRC Handelsblad en de Nederlandse tak van telefoonaanbieder en IDT-dochter Toucan IDT Global Israel in om telefonische verkoop van hun waren te verzorgen. In de zomer van 2006 eindigde een project voor het Algemeen Dagblad en werd een deel van de Nederlandse werknemers van IDT ontslagen. In Nederland is IDT actief via IDT Mobile, een onderdeel van de IDT's dochteronderneming IDT Europe (opgericht in 1998). 